# Soomra
Soomra – wieś w Estonii, w prowincji Parnawa, w gminie Audru.